# Wonderland (comunitat secreta)
Wonderland és una comunitat secreta i aïllada de Catalunya, formada per unes 200 persones que formen una xarxa que viu al marge de la societat i barreja tradicions xamàniques amb elements litúrgics catalans.

## Context
El febrer de 2022 Wonderland declararen que ja faria trenta anys que formen el que anomenarien "tribu" i que els seus membres viuen en diferents punts, però es troben per exemple en punts elevats de quasi 1.000 metres d'altitud cada matí en sortir el sol i cap al tard quan el sol es pon en complet silenci, i fumar marihuana, mentre una anciana presideix la cerimònia. Cada un dels membres dona tres calades mentre practiquen resos a la Moreneta i canten el Virolai. L'anciana que presideix la cerimònia és anomenada "la iaia", la qual defensa una vida allunyada de les ciutats i reconnectar amb la naturalesa. En les cerimònies consumeixen periòdicament, en diversos rituals, plantes enteogenes com l'ayahuasca, la marihuana, el peiot o el San Pedro.
El grup hauria estat sense documentar, fins que l'antropòloga Maja Kohek va conviure durant un any amb ells per elaborar la seva tesi doctoral a la Universitat Rovira i Virgili, centrada en l'ús comunitari de plantes psicoactives per part d'aquest grup, anomenat Wonderland. El grup fins i tot tindria una bandera pròpia, amb aparença transparent i que representaria la unió entre cultures. Entre els membres, s'hi trobarien professionals liberals, jubilats pensionistes, també gent que viu a la muntanya pràcticament de forma autosuficient, i el 70% dels membres serien dones. També hi participarien famílies amb fills petits, que accepten i coneixen l'existència de totes aquestes plantes que consumirien els seus pares, els nens acudeixen a escoles basades en pedagogies alternatives d'entorns rurals pròxims, tot i que alguns pares eduquen els seus fills a casa.
La comunitat declara no tenir cap ambició econòmica amb els rituals i el consum de plantes psicoactives. Tampoc es publiciten a les xarxes socials ni busquen sumar nous membres. No tots els membres de Wonderland es declaren creients, ni participen sempre a tots els rituals, ja que la comunitat està formada per nuclis familiars molt diversos que es comuniquen per grups de WhatsApp, i no estan tampoc completament aïllats de la societat.